# Гай Авидий Хелиодор
Гай Авидий Хелиодор (на латински: Gaius Avidius Heliodorus; 100 – 142) е римски политик и оратор.
Той е от гръцки произход от Селевкидите. Става Secretarius ab epistolis при император Адриан и префект на Египет между 137 и 142 или между 138 и 140 г.
Жени се за Юния Касия Александра, дъщеря на Гай Юлий Александър Беренициан (принц на Киликия, суфектконсул 116 г.) и Касия Лепида. През 130 г. става баща на Авидий Касий, който е римски узурпатор през 175 г.
Дядо е на Авидий Хелиодор, Авидий Мециан (военен в Александрия) и на Авидия Александрия.